# Trogonophis wiegmanni
Genre
Espèce
Synonymes
- Amphisbaena elegans Gervais, 1835

Statut de conservation UICN

 LC  : Préoccupation mineure
Trogonophis wiegmanni, unique représentant du genre Trogonophis, est une espèce d'amphisbènes de la famille des Trogonophiidae.

## Répartition

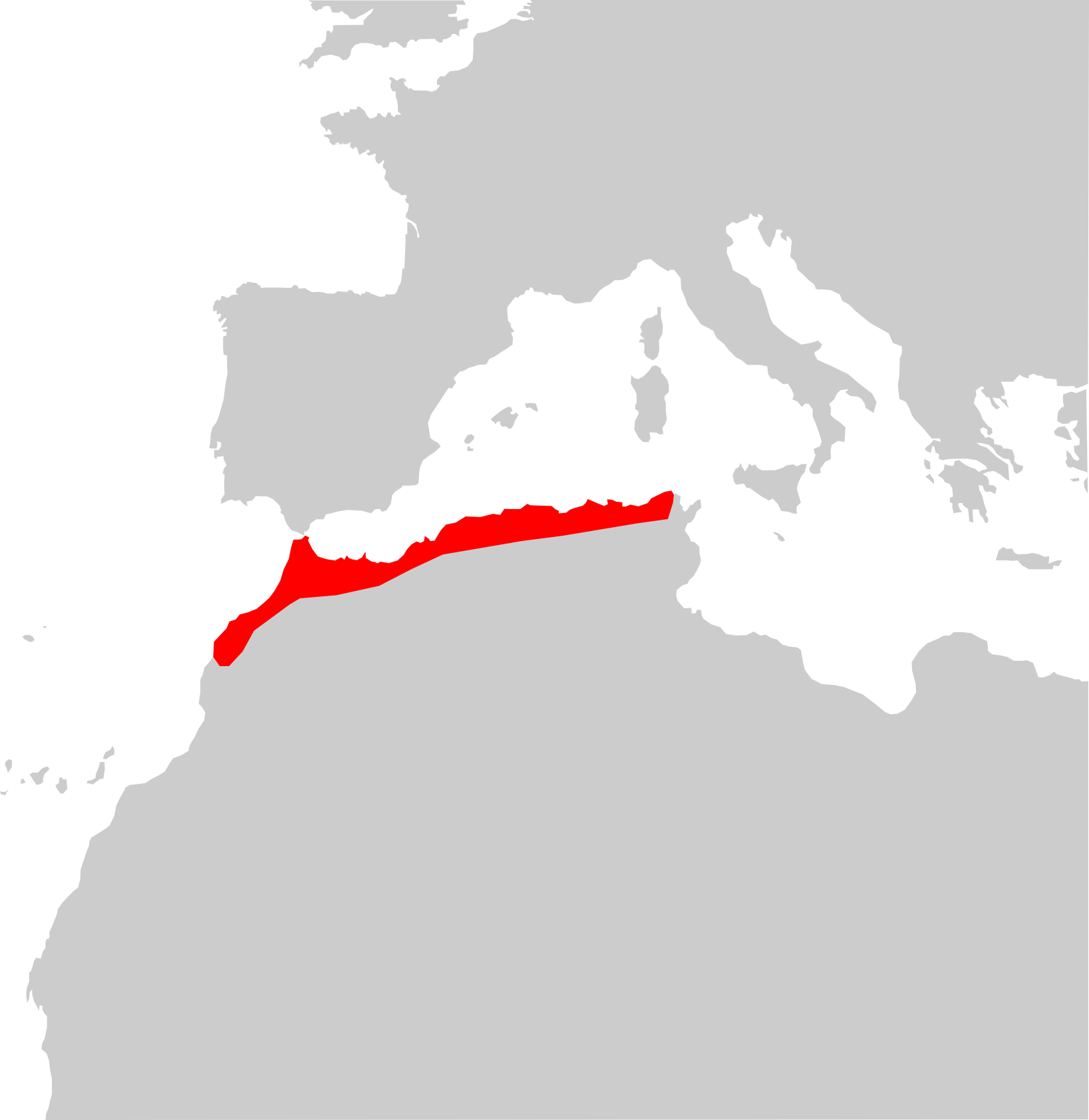

Cette espèce se rencontre au Maroc, dans le nord de l'Algérie et en Tunisie, où elle vit dans les forêts et zones arbustives tempérées, ainsi que dans les zones cultivées.

## Description
Ce sont des lézards apodes, vivipares, qui ont un mode de vie fouisseur.

## Liste des sous-espèces
Selon The Reptile Database (14 mai 2014) :
- Trogonophis wiegmanni wiegmanni Kaup, 1830
- Trogonophis wiegmanni elegans (Gervais, 1835)

## Étymologie
Cette espèce est nommée en l'honneur du zoologiste allemand Arend Friedrich August Wiegmann (1802-1841).

## Publication originale
- Kaup, 1830 : Trogonophis. Eine neue Amphibiengattung, den Amphisbaenen zunächst verwandt. Isis von Oken, vol. 23, p. 880-881 (texte intégral).